# Martha Greenblatt
Martha Greenblatt là nhà hóa học, nhà nghiên cứu người Mỹ, thành viên ban giảng huấn ở Đại học Rutgers tại New Brunswick, New Jersey, và là nữ giáo sư duy nhất của Phân ban Khoa học Trường Khoa học và Nghệ thuật Đại học Rutgers từ trước tới nay (tháng 1/2008).

## Cuộc đời và Sự nghiệp
Greenblatt có cuộc đời đáng chú ý: Sống sót sau Holocaust, bà trốn khỏi Hungary do Liên Xô chiếm đóng ở tuổi 15. Bà sang Hoa Kỳ, cư ngụ ở thành phố New York và theo học trường cao trung ở Brooklyn. Tháng giêng năm 1962 bà đậu bằng cử nhân khoa học hạng ưu về hóa học ở Brooklyn College, sau đó bà vào làm chuyên gia hóa học trong Công ty sản xuất kẹo cao su Chiclets ở thành phố Long Island. Bà hoàn thành tốt nhiệm vụ của mình và bắt đầu xin học tiếp. Bà chọn Phân khoa Hóa học Học viện Bách khoa Brooklyn (Đại học Bách khoa New York), một phần vì gần nhà hơn.Vào thời đó, chỉ có một cơ sở sản xuất polymer tốt nhất trong vùng, và phòng thí nghiệm tinh thể học của cơ sở này cũng được đánh giá cao. Greenblatt theo học lớp Nhập môn Polymer của giáo sư nổi tiếng Herman Marks; Rudy Marcus là giáo sư môn lý hóa của bà - người mà sau đó đã đoạt giải Nobel Hóa học cho việc nghiên cứu mà ông thực hiện ở Học viện Bách khoa thời đó.

Greenblatt đảm nhận chức giáo sư Phân ban Hóa học ở Đại học Rutgers khi đang theo đuổi công trình nghiên cứu về hóa học chất rắn (Solid-state chemistry). Bà đã đoạt Huy chương Garvan-Olin của Hội Hóa học Hoa Kỳ năm 2003. Năm 2004, bà trở thành ủy viên Hội đồng quản trị đại học Rutgers.